# Matías Jara
Matías Maximiliano Jara (Trelew, Chubut, Argentina, 6 de abril de 1987) es un exfutbolista argentino. Jugaba de delantero y su último equipo fue el Florentino Ameghino de Comodoro Rivadavia.

## Clubes
| Club                 | País           | Año         |
| -------------------- | -------------- | ----------- |
| CAI                  | Argentina      | 2005 - 2009 |
| Godoy Cruz           | Argentina      | 2009 - 2010 |
| Huachipato           | Chile          | 2010        |
| Chacarita Juniors    | Argentina      | 2010 - 2011 |
| Guillermo Brown      | Argentina      | 2011        |
| FC Dallas            | Estados Unidos | 2012        |
| Central Córdoba      | Argentina      | 2012 - 2013 |
| Temperley            | Argentina      | 2013 - 2014 |
| Club Atlético Güemes | Argentina      | 2016        |
| Sportsman            | Argentina      | 2017 - 2018 |
| CAI                  | Argentina      | 2018 - 2019 |
| Huracán (CR)         | Argentina      | 2019 - 2022 |
| Petroquímica         | Argentina      | 2022        |
| Florentino Ameghino  | Argentina      | 2024        |

## Palmarés

### Distinciones individuales
| Distinción                | Año  |
| ------------------------- | ---- |
| Goleador de la Copa Chile | 2010 |